# Agrilus cliftoni
Agrilus cliftoni är en skalbaggsart som beskrevs av Knull 1941. Agrilus cliftoni ingår i släktet Agrilus och familjen praktbaggar. Inga underarter finns listade i Catalogue of Life.